# Banksia xylothemelia
Banksia xylothemelia är en tvåhjärtbladig växtart som först beskrevs av Alexander Segger George, och fick sitt nu gällande namn av A.R.Mast & K.R.Thiele. Banksia xylothemelia ingår i släktet Banksia och familjen Proteaceae. Inga underarter finns listade i Catalogue of Life.